# Jezierzanka (Piłatkowce)
Jezierzanka (ukr. Озерянка) – dawna wieś, obecnie w granicach wsi Piłatkowce (ukr. Пилатківці)  na Ukrainie w rejonie czortkowskim, należącym do obwodu tarnopolskiego, położona na południowy zachód od Piłatkowiec nad rzeką Niczławą.
Dawniej wieś. W II RP Jezierzanka stanowiła gminę jednostkową przynależącą do woj. tarnopolskiego i powiatu borszczowskiego; w 1921 roku liczba mieszkańców wynosiła 591.
Nie mylić ze wsią Jezierzanka w rejonie zborowskim. 